# HSH Nordbank Run
Der HSH Nordbank Run war ein jährlich ausgetragener Benefizlauf in Hamburg.
Seit 2002 laufen jährlich tausende Teilnehmer beim HSH Nordbank Run durch die Hamburger Hafencity für einen guten Zweck. In den letzten Jahren nahmen meist über 20.000 Läufer teil. Der Lauf führt ca. vier Kilometer durch die Hafencity. Der erste Lauf 2002 folgte dem Motto Feuer und Flamme für Hamburg 2012 als Bekenntnis zur Olympiabewerbung der Hansestadt. Seitdem wuchs die Teilnehmerzahl von etwa 55 Teams mit 930 Läufern auf 28.000 Läufer 2008.
Das dabei gesammelte Spendengeld kommt verschiedenen Zwecken unter dem Motto „Kinder helfen Kindern“ zugute.
Im Jahr 2024 findet der Lauf als „HafenCity Run“ statt.